# Estadística inferencial

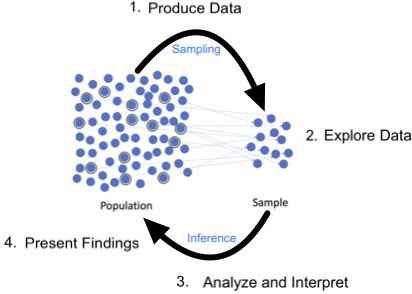
4 pasos principales para realizar inferencia estadística

La estadística inferencial es una parte de la estadística que comprende los métodos y procedimientos que por medio de la inducción determina propiedades de una población estadística, a partir de una parte de esta (muestra estadística). Su objetivo es obtener conclusiones útiles para hacer razonamientos deductivos sobre una totalidad, basándose en la información numérica dada por la muestra. 
La estadística inferencial se realiza a continuación de haberse realizado el análisis descriptivo. Por lo que tiene como objetivo realizar una comprobación de lo que se ha afirmado en la estadística descriptiva para obtener conclusiones que estarán respaldadas de evidencia estadística. 
Se dedica a la generación de los modelos y predicciones asociadas a los fenómenos en cuestión teniendo en cuenta la aleatoriedad de las observaciones. Se usa para modelar patrones en los datos y extraer inferencias acerca de la población bajo estudio. Estas inferencias pueden tomar la forma de respuestas a preguntas sí/no (prueba de hipótesis), estimaciones de unas características numéricas (estimación), pronósticos de futuras observaciones, descripciones de asociación (correlación) o modelamiento de relaciones entre variables de Sam . Otras técnicas de modelamiento incluyen análisis de varianza, series de tiempo y minería de datos.

## Estudio de la estadística inferencial
- Toma de muestras o muestreo cuantitativo, que se refiere a la forma adecuada de considerar una muestra que permita obtener conclusiones estadísticamente válidas y significativas.
- Estimación de parámetros o variables estadísticas, que permite estimar valores poblacionales a partir de muestras de mucho menor tamaño.
- Contraste de hipótesis, que permite decidir si dos muestras son estadísticamente diferentes, si un determinado procedimiento tiene un efecto estadístico significativo, etc.
- Diseño experimental.
- Inferencia bayesiana.
- Métodos no paramétricos.

## Método
- Planteamiento del problema: un problema de inferencia estadística suele iniciarse con una fijación de objetivos o algunas preguntas del tipo:

¿Cuál será la media de esta población respecto a tal característica?
¿Se parecen estas dos poblaciones?
¿Hay alguna relación entre...?
En el planteamiento se definen con precisión la población, la característica a estudiar, las variables, etc.
- Elaboración de un modelo: en caso de establecer un modelo teórico, se replantea el procedimiento y se llega a una conclusión lógica. Los posibles modelos son distribuciones de probabilidad.

- Extracción de la muestra: se usa alguna técnica de muestreo o un diseño experimental para obtener información de una pequeña parte de la población.

- Tratamiento de los datos: en esta fase se eliminan posibles errores, se depura la muestra, se tabulan los datos y se calculan los valores que serán necesarios en pasos posteriores, como la media muestral, la varianza muestral.

Los métodos de esta etapa están definidos por la estadística descriptiva.
- Estimación de los parámetros: con determinadas técnicas se realiza una predicción sobre cuáles podrían ser los parámetros de la población.

- Contraste de hipótesis: los contrastes de hipótesis son técnicas que permiten simplificar el modelo matemático bajo análisis. Frecuentemente el contraste de hipótesis recurre al uso de estadísticos muestrales.

- Conclusiones: se critica el modelo y se hace un balance. Las conclusiones obtenidas en este punto pueden servir para tomar decisiones o hacer predicciones.

El estudio puede comenzar de nuevo a partir de este momento, en un proceso cíclico que permite conocer cada vez mejor la población y características de estudio.